# Jonathan Cott
Pour les articles homonymes, voir Cott.
Jonathan Cott, né le 24 décembre 1942 à New York, est un écrivain, journaliste et éditeur américain spécialisé dans la musique, aussi bien classique que rock. Il a notamment collaboré au magazine Rolling Stone depuis sa création ainsi qu'au New York Times,au New Yorker et d'autres publications.

## Biographie

### Jeunesse et formation
Cott est le fils d'un producteur de télévision, Ted Cott, et de Jean Cahan. Il passe son enfance à New York où il obtient un BA de l'université de Columbia en 1964. Puis il complète sa formation à l'université de Californie à Berkeley où il obtient un MA en 1966. Il passe la fin des années 1960 à Londres, où il noue une longue amitié avec John Lennon et Yoko Ono. Cott fut le dernier journaliste à interviewer Lennon, trois jours avant sa mort.

### Le journaliste musical
En 1970, il devient rédacteur à la revue Rolling Stone, où il se spécialise dans les interviews, dont beaucoup ont ensuite été rassemblées dans son livre Listening de 2020. L'écrivain Jan Morris le qualifie d'« intervieweur incomparable », et Studs Terkel aurait déclaré que Jonathan Cott, « comme intervieweur, révèle les vérités des esprits créatifs ». Ayant écrit de nombreux articles sur Bob Dylan, Cott  lui consacre finalement  deux livres. Dans le New York Times, Janet Maslin estime qu'il est sans doute « l'écrivain le plus sympathique ayant jamais conversé avec M. Dylan ».

### Littérature enfantine
En plus de la musique rock, Cott se consacre à la littérature enfantine. Il dirige la collection de 1985 Beyond the Looking Glass : Extraordinary Works of Fairy Tale and Fantasy et signe le livre de 1983 Pipers at the Gates of Dawn : The Wisdom of Children's Literature . Il collabore avec Maurice Sendak sur une collection de livres d'images victoriens et rédige une biographie de Sendak, There's a Mystery There: The Primal Vision of Maurice Sendak (2019).

### Maladie
Souffrant depuis des années de trouble bipolaire, la mort de sa mère en 1988 provoque période dépressive, qui le conduit à suivre deux ans de thérapie par électrochocs (ECT). Après 36 traitements, il ne se garde aucun souvenir de la période comprise entre 1985 à 2000. Il passera les années suivantes de sa vie à reconstituer ses souvenirs, une quête qu'il relate dans son livre de 2005 On the Sea of Memory: A Journey From Forgetting to Remembering (Sur la mer de la mémoire : un voyage de l'oubli au souvenir). Interrogé dans une interview publiée sur le site salon.com sur tous les faits qu'il avait dû réapprendre, Cott déclare : « j'ai été ravi d'apprendre la fin de l'apartheid. Mais J'ai été vraiment bouleversé, à un niveau plus personnel, quand j'ai appris que Glenn Gould était mort, ou que John Lennon était mort, ou que Bob Marley était mort – des gens que je chérissais, des poètes que j'avais admirés. J'ai découvert qu'ils étaient morts en même temps. Ils sont tous morts en même temps »,.

## Publications
Comme auteur:
- He Dreams What Is Going On Inside His Head (1973)
- Stockhausen: Conversations with the Composer (1973)
- Forever Young (1978)
- Charms (1981)
- Pipers at the Gates of Dawn: The Wisdom of Children’s Literature (1983)
- Conversations with Glenn Gould (1984)
- Dylan (1984)
- Visions and Voices (1987)
- Wandering Ghost: The Odyssey of Lafcadio Hearn (1991)
- Isis and Osiris (1994)
- Thirteen: A Journey Into the Number (1996)
- Homelands (2000)
- Back to a Shadow in the Night: Music Writings and Interviews—1968–2001 (2003)
- On the Sea of Memory: A Journey From Forgetting to Remembering (2005)
- Bob Dylan: The Essential Interviews (2006)
- Dinner with Lenny: The Last Long Interview with Leonard Bernstein (2013)
- Days That I’ll Remember: Spending Time with John Lennon and Yoko Ono (2013)
- There's a Mystery There: The Primal Vision of Maurice Sendak (2017)
- Listening: Interviews, 1970–1989 (2020)

Comme directeur:
- La course des roses autour de son nom : poèmes de pères en filles (1974)
- Livres d'images en couleurs victoriens (avec Maurice Sendak ) (1983)
- Au-delà du miroir : œuvres extraordinaires de conte de fées et de fantaisie (1985)
- Ciels en fleurs : la poésie naturelle d'Emily Dickinson (1995)